# Liste der Einträge im National Register of Historic Places im St. Clair County (Illinois)

Lage des St. Clair County in Illinois

Die Liste der Einträge im National Register of Historic Places im St. Clair County in Illinois führt alle Bauwerke und historischen Stätten im St. Clair County auf, die in das National Register of Historic Places aufgenommen wurden.

## Legende
| NRHP | Historic Place             |
| HD   | Historic District          |
| NHL  | National Historic Landmark |

## Aktuelle Einträge
| [ 2 ] | Name                                  | Bild                                  | Eintragsdatum        | Lage | Ort            | Beschreibung                              |
| ----- | ------------------------------------- | ------------------------------------- | -------------------- | --- | -------------- | ----------------------------------------- |
| 1     | Belleville Historic District          | Belleville Historic District          | 1976 ID-Nr. 76002165 | Zwischen East, South Belt, Illinois und Forest Sts. 38° 30′ 40″ N, 89° 58′ 44″ W                                        | Belleville     |                                           |
| 2     | Berger-Kiel House                     | Berger-Kiel House                     | 1999 ID-Nr. 99000977 | 931 North 6th Street 38° 30′ 0″ N, 89° 48′ 28″ W                                                                        | Mascoutah      |                                           |
| 3     | Cahokia Mounds                        | Cahokia Mounds                        | 1966 ID-Nr. 66000899 | 7850 Collinsville Road, Cahokia Mounds State Park 38° 38′ 59″ N, 90° 4′ 17″ W                                           | Collinsville   | UNESCO-Welterbe                           |
| 4     | Church of the Holy Family             | Church of the Holy Family             | 1970 ID-Nr. 70000851 | East 1st Street 38° 34′ 11″ N, 90° 11′ 18″ W                                                                            | Cahokia        |                                           |
| 5     | Curtiss-Wright Hangars 1 and 2        | Curtiss-Wright Hangars 1 and 2        | 2007 ID-Nr. 06001024 | 2200-2300 Vector Drive 38° 34′ 35″ N, 90° 9′ 51″ W                                                                      | Cahokia        |                                           |
| 6     | George Draser Jr. House               | George Draser Jr. House               | 2000 ID-Nr. 00000474 | 48-52 West Main Street 38° 29′ 24″ N, 89° 47′ 59″ W                                                                     | Mascoutah      |                                           |
| 7     | Eads Bridge                           | Eads Bridge                           | 1966 ID-Nr. 66000946 | Eads Bridge 38° 37′ 41″ N, 90° 10′ 17″ W                                                                                | East St. Louis | Überspannt den Mississippi nach St. Louis |
| 8     | Emerald Mound and Village Site        | Emerald Mound and Village Site        | 1971 ID-Nr. 71001026 | Adresse nicht veröffentlicht                                                                                            | Lebanon        |                                           |
| 9     | Nicholas Jarrot Mansion               | Nicholas Jarrot Mansion               | 1974 ID-Nr. 74002197 | 124 East First Street 38° 34′ 12″ N, 90° 11′ 15″ W                                                                      | Cahokia        |                                           |
| 10    | Knobeloch-Seibert Farm                | Knobeloch-Seibert Farm                | 1983 ID-Nr. 83004186 | Adresse nicht veröffentlicht                                                                                            | Belleville     |                                           |
| 11    | Gustave Koerner House                 | Gustave Koerner House                 | 2004 ID-Nr. 04000983 | 200 Abend Street 38° 30′ 48″ N, 89° 58′ 40″ W                                                                           | Belleville     |                                           |
| 12    | Lebanon Historic District             | Lebanon Historic District             | 1978 ID-Nr. 78003113 | Verstreut angeordnet mit Schwerpunkt entlang der St. Louis Street und der Belleville Street 38° 36′ 6″ N, 89° 48′ 58″ W | Lebanon        |                                           |
| 13    | Majestic Theatre                      | Majestic Theatre                      | 1985 ID-Nr. 85000977 | 240-246 Collinsville Avenue 38° 37′ 38″ N, 90° 9′ 28″ W                                                                 | East St. Louis |                                           |
| 14    | Marissa Academy                       | Marissa Academy                       | 1994 ID-Nr. 94001267 | 610 South Main Street 38° 14′ 27″ N, 89° 45′ 16″ W                                                                      | Marissa        |                                           |
| 15    | Pierre Martin House                   | Pierre Martin House                   | 1990 ID-Nr. 89002350 | First St. at Old Rt. 3 38° 32′ 51″ N, 90° 11′ 53″ W                                                                     | Dupo           |                                           |
| 16    | Mermaid House Hotel                   | Mermaid House Hotel                   | 1975 ID-Nr. 75002078 | 114 East St. Louis Street 38° 36′ 13″ N, 89° 48′ 23″ W                                                                  | Lebanon        |                                           |
| 17    | Old Cahokia Courthouse                | Old Cahokia Courthouse                | 1972 ID-Nr. 72001480 | West 1st Street Ecke Elm Street 38° 34′ 15″ N, 90° 11′ 30″ W                                                            | Cahokia        |                                           |
| 18    | Pennsylvania Avenue Historic District | Pennsylvania Avenue Historic District | 1979 ID-Nr. 79003166 | Pennsylvania Avenue 38° 37′ 42″ N, 90° 8′ 39″ W                                                                         | East St. Louis |                                           |
| 19    | Rutter Store                          | Rutter Store                          | 1994 ID-Nr. 94000436 | 7346 IL 15 38° 21′ 49″ N, 89° 42′ 48″ W                                                                                 | St. Libory     |                                           |
| 20    | Scott Field Historic District         | Scott Field Historic District         | 1994 ID-Nr. 94000060 | Abgegrenzt durch Scott Drive und Hanger Road 38° 32′ 22″ N, 89° 51′ 46″ W                                               | O’Fallon       |                                           |
| 21    | Spivey Building                       | Spivey Building                       | 2002 ID-Nr. 01001462 | 417 Missouri Avenue 38° 37′ 41″ N, 90° 9′ 31″ W                                                                         | East St. Louis |                                           |